# Хрватска на Зимским олимпијским играма 1994.
Хрварској је ово друго учествовање на Зимским олимпијским играма. На Зимским олимпијским играма у Лилехамеру 1994. Хрватску су представљала три такмичара, коју су се такмичили у седам дисциплина у два индивидуална спорта.
Најмлађи учесник био је нордијски скијаш Антонио Рачки са 20 година и 59 дана, а најстарији такође нордијски скијаш Синиша Вуконић 22 године и 147 дана. Такмичари Хрватске нису освојили ниједну мадаљу, а најбољи пласман имала је алпски скијаш Ведран Павлек, на 27. месту у велеслалому.
Делегацију Хрватске је предводила прослављана југословенска клизачица са Игара у Сарајеву 1984. Санда Дубравчић-Шимуњак
Заставу Хрватске на свечаној церемонији отварања носио је алпски скијаш Ведран Павлек.

## Учесници по спортовима
| Спорт           | Мушкарци | Жене | Укупно |
| --------------- | -------- | ---- | ------ |
| Алпско скијање  | 1        | 0    | 1      |
| Скијашко трчање | 2        | 0    | 2      |
| Укупно(3)       | 3        | 0    | 3      |

## Алпско скијање

### Мушкарци
| Такмичар      | Дисциплина      | Резултати               | Резултати               | Резултати               | Резултати               | Резултати               | Детаљи |
| Такмичар      | Дисциплина      | 1. вожња                | 2. вожња                | Укупно                  | Заостатак               | Пласман                 | Детаљи |
| ------------- | --------------- | ----------------------- | ----------------------- | ----------------------- | ----------------------- | ----------------------- | ------ |
| Ведран Павлек | Слалом          | Није завршио прву вожњу | Није завршио прву вожњу | Није завршио прву вожњу | Није завршио прву вожњу | Није завршио прву вожњу |        |
| Ведран Павлек | Велеслалом      | 1:32,13 (32)            | 1:26,78                 | 2:58,91                 | +6,45                   | 27 / 34 (60)            |        |
| Ведран Павлек | Супервелеслалом |                         |                         | 1:38,64                 | +6,11                   | 43 / 48 (69)            |        |

## Скијашко трчање

### Мушкарци
| Такмичар       | Дисциплина | Финале | Финале  | Финале    | Финале       | Детаљи         |
| Такмичар       | Дисциплина | Старт  | Пласман | Време     | Пласман      | Детаљи         |
| -------------- | ---------- | ------ | ------- | --------- | ------------ | -------------- |
| Синиша Вуконић | 10 км      |        |         | 27:17,5   | 56 / 88      |                |
| Синиша Вуконић | 10/15 км   | +2:57  | 39,28,3 | 1:06,45,3 | 44 / 74 (76) | [ мртва веза ] |
| Синиша Вуконић | 30 км      |        |         | 1:21:57,2 | 44 / 71 (75) |                |
| Синиша Вуконић | 50 км      |        |         | 2:24:12,6 | 54 / 61 (72) |                |
| Антонио Рачки  | 10 км      |        |         | 28:58,6   | 79 / 88      |                |
| Антонио Рачки  | 10/15 км   | +4:48  | 43:40,8 | 1:12,38,8 | 69 / 74 (76) |                |
| Антонио Рачки  | 30 км      |        |         | 1,25:42,4 | 62 / 67 (73) |                |
| Антонио Рачки  | 50 км      |        |         | 2:23:23,4 | 52 / 61 (72) |                |